# Un incident cu terratinii
„Un incident cu terratinii” (titlu original: „The Terratin Incident”) este al 11-lea episod din primul sezon al serialului TV american științifico-fantastic Star Trek: Seria animată. A avut premiera la 17 noiembrie 1973 pe canalul NBC.
Episodul a fost regizat de Hal Sutherland după un scenariu de Paul Schneider, care a scris anterior episoadele originale "Balance of Terror" și "The Squire of Gothos". Este bazat pe o poveste de Gene Roddenberry inspirată de Călătoriile lui Gulliver.

## Prezentare
În timp ce observa rămășițele arse ale unei supernova, USS Enterprise primește un mesaj ciudat transmis într-un cod vechi de două sute de ani. 

## Rezumat
Echipjul navei Enterprise investighează o transmisie ciudată de date. Dar între timp încep să scadă din înălțime. După câteva minute sunt prea mici pentru a-și mai putea controla nava spațială.